# Russell Anderson
Russell James Anderson (Aberdeen, Escocia, 25 de octubre de 1978) es un futbolista escocés. Juega en la posición de defensa y su actual equipo es el Aberdeen FC, equipo de la Liga Premier de Escocia.

## Selección nacional
Ha sido internacional con la Selección de fútbol de Escocia jugando un total de 11 partidos internacionales.

## Clubes
| Club            | País       | Año       |
| --------------- | ---------- | --------- |
| Aberdeen FC     | Escocia    | 1997-2007 |
| Sunderland AFC  | Inglaterra | 2007-2008 |
| Plymouth Argyle | Inglaterra | 2008      |
| Burnley FC      | Inglaterra | 2008      |
| Sunderland AFC  | Inglaterra | 2009      |
| Derby County    | Inglaterra | 2010-2011 |
| Aberdeen FC     | Escocia    | 2012-     |